# Crush 40
Crush 40 est un groupe américano-japonais de hard rock ayant grandement participé à la piste sonore de plusieurs jeux vidéo chez Sega, compagnie japonaise de jeux vidéo réputée, principalement les jeux Sonic. Le cœur du groupe est le guitariste hard rock Jun Senoue et le chanteur Johnny Gioeli, qui est aussi le chanteur pour les groupes Axel Rudi Pell et Hardline.
Jun Senoue a aussi composé des pistes comme Race to Win (Sonic Rivals 2) ou encore l'arrangement de Angel Island Zone (Sonic the Hedgehog 3) pour Super Smash Bros. Brawl sur Nintendo Wii. Crush 40 compte trois albums indépendants, un EP, un best of, un album live ainsi que des pistes individuelles pour un certain nombre de jeux vidéo.

## Historique
Les racines de Crush 40 peuvent être retracées du côté du guitariste Jun Senoue, et de ses collaborations avec Sega. Après avoir terminé ses études en 1993, Jun Senoue est recruté par Sega pour composer des morceaux musicaux de jeux vidéo. Il s'attèle initialement à deux chansons pour Sonic the Hedgehog 3. Plus tard, il travaille sur d'autres jeux comme Dark Wizard, Sonic 3D Blast (version Mega Drive), Sega Rally 2 et Daytona USA : Championship Circuit Edition,.
En 1998, Jun Senoue entre en contact avec le chanteur de Hardline, Johnny Gioeli. Ils enregistrent leur première chanson en tant que groupe : Open Your Heart. Après la création de la chanson, qui figurera plus tard sur le jeu vidéo Sonic Adventure, les deux musiciens restent en contact. Finalement, cette relation engendre un projet de groupe pour réaliser la bande sonore d'un autre jeu sur lequel Senoue travaillait : NASCAR Arcade. Le groupe est formé sous le nom Sons of Angels, mais ce nom ayant déjà été attribué à un groupe norvégien depuis 1989, le groupe doit changer de nom, et Crush 40 est retenu.
La bande originale fait participer Senoue à la guitare, Gioeli au chant, et Naoto Shibata et Hirotsugu Homma à la basse et la batterie, respectivement. En 2000, le groupe sort son premier album, Thrill of the Feel, chez Victor Entertainment pour le marché japonais,. L'album contient toutes les pistes qu'ils avaient écrites pour NASCAR Arcade.
Crush 40, le deuxième album de Crush 40, est publié en 2003 en Europe par Frontiers Records. L'album contient bon nombre de pistes semblables à celles contenues dans Thrill of the Feel, mais ne contient pas de pistes instrumentales. Les pistes supplémentaires sont It Doesn't Matter avec Tony Harnell et Escape from the City avec Ted Poley et Tony Harnell. En 2009 sort la compilation Super Sonic Songs, regroupant les meilleures chansons enregistrées par Crush 40 dans les dernières années. La plupart sont enregistrées pour être incluses dans des jeux vidéo de la compagnie Sega. Cependant, quelques chansons comme Fire Woman et Is it You? sont inédites et sont enregistrées expressément pour cet album.
Rise Again est un extended play sorti en 2012 et regroupant quatre singles de Crush 40. La même année sort Live!, un album de Crush 40 enregistré lors de concerts en mars. Cinq des chansons jouées n'apparaissent pas sur l'album. 2 Nights 2 Remember, le troisième album de Crush 40, est publié en mai 2015, et contient quatre chansons inédites, et 13 morceaux enregistrés en live lors d'un concert.

## Membres

### Membres actuels
- Johnny Gioeli – chant (depuis 1998)
- Jun Senoue – guitare (depuis 1998)
- Takeshi Taneda – basse (1999-2013, depuis 2014)
- Toru Kawamura – batterie (2010-2013, depuis 2014)
- Yutaka Minobe – piano (depuis 1998) (musicien de studio)

### Anciens membres
- Naoto Shibata – basse (1998-1999)
- Hirotsugu Homma – batterie (1998-1999)
- Katsuji – batterie (1999-2010)
- Mark Schulman – batterie (2003)
- Bobby Jarzombek – batterie (2010)
- Shoyo – basse  (2013-2014, sur scène uniquement)
- Act – batterie (2013-2014, sur scène uniquement)

## Discographie

### Albums
- 2000 : Thrill of the Feel (2000, Victor Entertainment, sous le nom Sons of Angels)
- 2003 : Crush 40 (Frontiers Records)
- 2009 : The Best of Crush 40: Super Sonic Songs (Wave Master Inc.)
- 2012 : Crush 40 - EP (Crush 40 Records - exclusif du Summer of Sonic 2012)
- 2012 :  Rise Again - EP (Wave Master Inc.)
- 2012 : Live! (Wave Master Inc.)
- 2015 : 2 Nights 2 Remember (Wave Master Inc.)

### Bandes son
- 1998 : Sonic Adventure Vocal mini-Album (Songs with Attitude) (Marvelous Entertainment Inc.)
- 2003 : Triple Threat: Sonic Heroes Vocal Trax (Wave Master Inc.)
- 2006 : Shadow the Hedgehog: Lost And Found Original Soundtrack  (Wave Master Inc.)
- 2007 : Sonic the Hedgehog Vocal Traxx: Several Wills (Wave Master Inc.)
- 2008 : True Blue: The Best of Sonic the Hedgehog (Wave Master Inc.)
- 2009 : Face to Faith: Sonic and the Black Knight Vocal Trax (Wave Master Inc.)
- 2009 : True Colors: The Best of Sonic the Hedgehog Part 2 (Wave Master Inc.)
- 2010 : Sonic Free Riders: Break Free Original Soundtrack (Wave Master Inc.)
- 2011 : Sonic the Hedgehog CD Original Soundtrack 20th Anniversary Edition (Wave Master Inc.)

### Singles
- 2011 : Song of Hope (Wave Master Inc.)
- 2012 : Sonic Youth (Wave Master Inc.)
- 2012 : Rise Again (Wave Master Inc.)
- 2012 :  One of Those Days (Wave Master Inc.)